# Décès en janvier 2004
Décès
- 2000
- 2001
- 2002
- 2003
- 2004
- 2005
- 2006
- 2007
- 2008

Pour une information complémentaire, voir la page d'aide.

| Date        | Nom                      | Activités | Âge | Source |
| ----------- | ------------------------ | --- | --- | ------ |
| 1er janvier | Etta Moten Barnett       | actrice et chanteuse afro-américaine                                                                         | 102 |        |
| 1er janvier | Denise Colomb            | photographe française                                                                                        | 101 |        |
| 1er janvier | Sophie Daumier           | comédienne française                                                                                         | 69  |        |
| 2 janvier   | Francis Bayer            | compositeur français                                                                                         | 65  |        |
| 2 janvier   | Maria Clara Lobregat     | femme politique philippine                                                                                   | 82  | (en)   |
| 2 janvier   | Lynn Cartwright          | actrice américaine                                                                                           | 76  |        |
| 2 janvier   | Paul Hopkins             | joueur de baseball américain                                                                                 | 99  |        |
| 3 janvier   | Maurice Balloche         | Footballeur français.                                                                                        | 75  |        |
| 3 janvier   | Pierre Flamion           | Footballeur international français.                                                                          | 79  |        |
| 3 janvier   | Philippe Fouchard        | juriste français                                                                                             | 66  |        |
| 3 janvier   | Thomas George Jones      | Footballeur international gallois.                                                                           | 86  | (en)   |
| 4 janvier   | Joan Aiken               | écrivain britannique                                                                                         | 79  |        |
| 5 janvier   | Charles Dumas            | athlète américain                                                                                            | 66  |        |
| 6 janvier   | Pierre Charles           | homme politique dominiquais. Premier ministre de la Dominique (depuis 2000)                                  | 49  |        |
| 6 janvier   | André Desthomas          | journaliste français                                                                                         | 84  |        |
| 7 janvier   | Piotr Kowalski           | sculpteur français                                                                                           | 76  |        |
| 7 janvier   | Jerzy Skarżyński         | peintre, décorateur, scénographe de théâtre et de cinéma, illustrateur et enseignant polonais                | 79  | (en)   |
| 7 janvier   | Ingrid Thulin            | actrice suédoise                                                                                             | 78  |        |
| 7 janvier   | Mario Zatelli            | Footballeur international français devenu entraîneur.                                                        | 91  |        |
| 9 janvier   | Norberto Bobbio          | philosophe italien                                                                                           | 94  |        |
| 9 janvier   | Jean Bozzi               | haut fonctionnaire français                                                                                  | 84  |        |
| 9 janvier   | Paul Cadéac              | réalisateur français                                                                                         | 85  |        |
| 10 janvier  | Spalding Gray            | acteur américain                                                                                             | 62  |        |
| 10 janvier  | Michèle Perello          | actrice française                                                                                            | 61  |        |
| 10 janvier  | Alexandra Ripley         | écrivain américaine                                                                                          | 70  |        |
| 13 janvier  | Marcel Cabiddu           | homme politique français                                                                                     | 51  |        |
| 13 janvier  | Harold Shipman           | médecin généraliste britannique surnommé le docteur de la mort                                               | 54  |        |
| 14 janvier  | Marcel Aiglin            | Footballeur français.                                                                                        | 90  |        |
| 14 janvier  | Mike Goliat              | joueur de baseball américain                                                                                 | 78  |        |
| 14 janvier  | Uta Hagen                | actrice allemande-américain                                                                                  | 84  |        |
| 15 janvier  | Terje "Valfar" Bakken    | chanteur et fondateur du groupe de Black Metal Windir                                                        | 25  |        |
| 15 janvier  | Ambroise-Marie Carré     | religieux et académicien français                                                                            | 95  |        |
| 15 janvier  | Olivia Goldsmith         | écrivain américain                                                                                           | 54  |        |
| 16 janvier  | Kalevi Sorsa             | homme politique finlandais. Premier ministre de la Finlande de 1972 à 1975, de 1977 à 1979 et de 1982 à 1987 | 73  |        |
| 17 janvier  | Rafael Cordero           | homme politique porto rican. Maire de Ponce de 1989 au 17 janvier 2004                                       | 61  |        |
| 17 janvier  | Harry Brecheen           | Joueur de baseball américain.                                                                                | 89  |        |
| 17 janvier  | Ray Stark                | Producteur américain                                                                                         | 88  |        |
| 17 janvier  | Noble Willingham         | Acteur américain.                                                                                            | 72  |        |
| 18 janvier  | Prince Hughes            | Acteur américain.                                                                                            | 56  |        |
| 19 janvier  | David Hookes             | joueur de cricket australien                                                                                 | 48  |        |
| 20 janvier  | François-Louis Deschamps | ténor belge                                                                                                  | 84  |        |
| 20 janvier  | Olivier Guichard         | homme politique français                                                                                     | 83  |        |
| 21 janvier  | Luce Berthommé           | Actrice française.                                                                                           | 58  |        |
| 22 janvier  | Milt Bernhart            | jazzman américain                                                                                            | 77  |        |
| 22 janvier  | Gérard Darrieu           | Acteur français.                                                                                             | 78  |        |
| 22 janvier  | Brian Gibson             | réalisateur britannique                                                                                      | 59  |        |
| 22 janvier  | Ticky Holgado            | Acteur français.                                                                                             | 59  |        |
| 22 janvier  | Billy May                | compositeur et trompettiste américain                                                                        | 87  |        |
| 22 janvier  | Ann Miller               | Actrice et danseuse américaine.                                                                              | 80  |        |
| 23 janvier  | Lucien Fleury            | peintre, graveur et tapissier français                                                                       | 75  |        |
| 23 janvier  | Helmut Newton            | Photographe germano-américain.                                                                               | 83  |        |
| 24 janvier  | Leônidas da Silva        | Footballeur international brésilien.                                                                         | 90  | (pt)   |
| 25 janvier  | Fanny Blankers-Koen      | athlète néerlandaise                                                                                         | 85  |        |
| 25 janvier  | Miklos Fehér             | Footballeur international hongrois.                                                                          | 24  | (ru)   |
| 28 janvier  | José Miguel Agrelot      | Comédien portoricain.                                                                                        | 76  |        |
| 29 janvier  | Michel Castaing          | histoirien français                                                                                          | 85  |        |
| 29 janvier  | Janet Frame              | écrivain britannique                                                                                         | 79  |        |
| 29 janvier  | Mary Margaret Kaye       | écrivain britannique                                                                                         | 95  |        |
| 29 janvier  | Guusje Nederhorst        | actrice néerlandaise                                                                                         | 34  |        |
| 30 janvier  | José Alvaro Morais       | réalisateur portugais                                                                                        | 58  |        |
| 31 janvier  | Léon Eeckhoutte          | homme politique français                                                                                     | 92  |        |
| 31 janvier  | Eleanor Holm             | nageuse américaine                                                                                           | 90  |        |
| 31 janvier  | Bernard Reyt             | Footballeur français.                                                                                        | 52  |        |
| 31 janvier  | Suraiya                  | Actrice et chanteuse indienne                                                                                | 75  |        |